# Bolax incogitata
Bolax incogitata är en skalbaggsart som beskrevs av Carl August Dohrn 1883. Bolax incogitata ingår i släktet Bolax och familjen Rutelidae. Inga underarter finns listade.